# Samessum
Samessum (em turco: Samsun) é uma cidade do norte da Turquia, situada na costa do mar Negro. É a capital da área metropolitana e província homónima, na Região do Mar Negro. O conjunto dos distritos que a malha urbana da cidade ocupa, na totalidade ou parcialmente, (Atakum, Canik, İlkadım e Tekkeköy) tem 1 126 km² e em dezembro de 2021 tinha 733 861 habitantes (densidade: 651,7 hab./km²). Estes distritos foram criados em 2013, na mesma altura em que foi criada a área metropolitana, e resultaram da divisão do antigo distrito de Samessum.
Na Antiguidade chamou-se Amisos e posteriormente Samsunta ou Sampsunda (em grego: Σαμψούντα). Este último nome ainda é usado em grego. No período otomano também se chamou Canik.
Foi em Samessum que Mustafa Kemal iniciou a Guerra de Independência da Turquia, a 19 de maio de 1919. Devido a isso, o 19 de maio é uma das festividades nacionais turcas mais importantes.[carece de fontes?]

## Clima
A cidade beneficia, pelas influências oceânicas e subtropicais, de um clima temperado entre o outono e a primavera, com verões relativamente quentes e muito úmidos, e invernos relativamente frios e húmidos. Os meses mais chuvosos são os de abril, maio e junho mas com muita chuva e vento todo ano. As temperaturas mínimas chegam aos 5 °C no mês de janeiro e as temperaturas máximas aos 27 °C em agosto.